# 26837 Yoshitakaokazaki
26837 Yoshitakaokazaki este o planetă minoră (asteroid) din centura de asteroizi. A fost descoperită pe 7 septembrie 1991 la Geisei observatory⁠(d) de Tsutomu Seki. 
Obiectul prezintă o orbită caracterizată de o semiaxă mare de 2,2366994 UAi, o excentricitate de 0,23, o înclinație de 3,07634 ° în raport cu ecliptica.